# Oncideres apiaba
Oncideres apiaba är en skalbaggsart som beskrevs av Martins 1981. Oncideres apiaba ingår i släktet Oncideres och familjen långhorningar. Inga underarter finns listade i Catalogue of Life.